# Santa María la Asunción, Oaxaca
Santa María la Asunción är en ort i Mexiko.   Den ligger i kommunen Santa María la Asunción och delstaten Oaxaca, i den sydöstra delen av landet, 280 km sydost om huvudstaden Mexico City. Santa María la Asunción ligger 1 652 meter över havet och antalet invånare är 1 701.
Terrängen runt Santa María la Asunción är bergig åt sydost, men åt nordväst är den kuperad. Runt Santa María la Asunción är det ganska glesbefolkat, med 36 invånare per kvadratkilometer. Närmaste större samhälle är Huautla de Jiménez, 3,5 km nordväst om Santa María la Asunción. I omgivningarna runt Santa María la Asunción växer i huvudsak städsegrön lövskog.